# Combat de Gibraltar
Combat livré le 15 août 1806, pendant les guerres napoléoniennes par le schooner américain Enterprise, à plusieurs canonnières espagnoles qui l'avaient attaqué au large de Gibraltar. Après un violent combat, les canonnières sont repoussées.